# Ленточница сочетающаяся
Ленточница сочетающаяся (лат. Catocala coniuncta) — ночная бабочка из семейства Erebidae.

## Описание

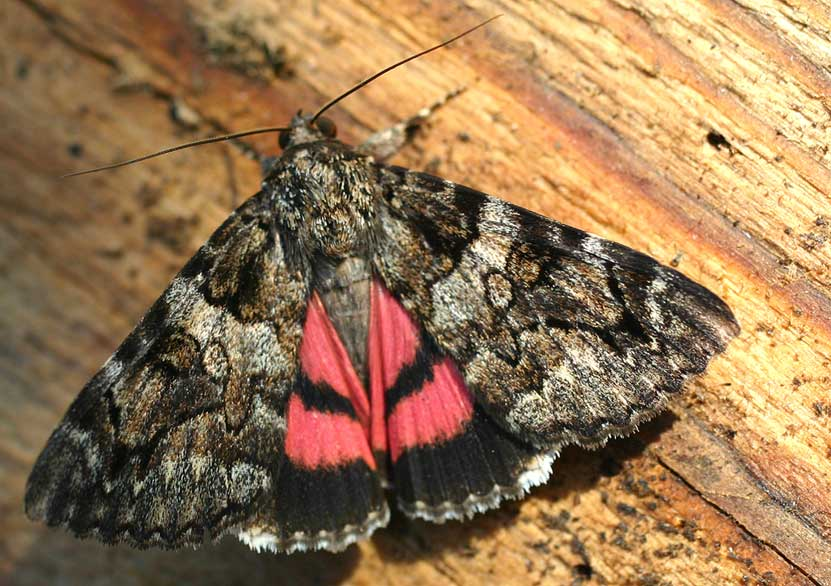
Бабочка со сложенными крыльями

Размах крыльев — 58-64 мм. Передние крылья короткие и широкие, буровато-серого цвета с чёрными зигзагообразными поперечными линиями. Светлая срединная перевязь чёткая и прямая. Задние крылья малиново-красного цвета с чёрной зигзагообразной полосой в центре и чёрной широкой полосой по краю.

## Ареал
Южная и частично Средняя Европа, Северная Африка, Западная Азия.

## Биология
Развивается в одном поколении за год. Время лёта бабочек в июле — августе. Бабочки активны в ночное время суток. Часто привлекаются на искусственные источники света. Зимуют яйца. Кормовые растения — несколько видов дубов. Окукливание среди листьев кормового растения в плетённом рыхлом коконе. Куколка бурого цвета.